# The Market of Vain Desire
The Market of Vain Desire er en amerikansk stumfilm fra 1916 af Reginald Barker.

## Medvirkende
- H.B. Warner som John Armstrong.
- Clara Williams som Helen Badgley.
- Charles Miller som Bernard d'Montaigne.
- Gertrude Claire som Mrs. Bladglley.
- Leona Hutton som Belle.